# Nagycserkesz
Nagycserkesz là một thị trấn thuộc hạt Szabolcs-Szatmár-Bereg, Hungary. Thị trấn này có diện tích 41,51 km², dân số năm 2010 là 1793 người, mật độ 43 người/km².